# Stealth (montaña rusa)

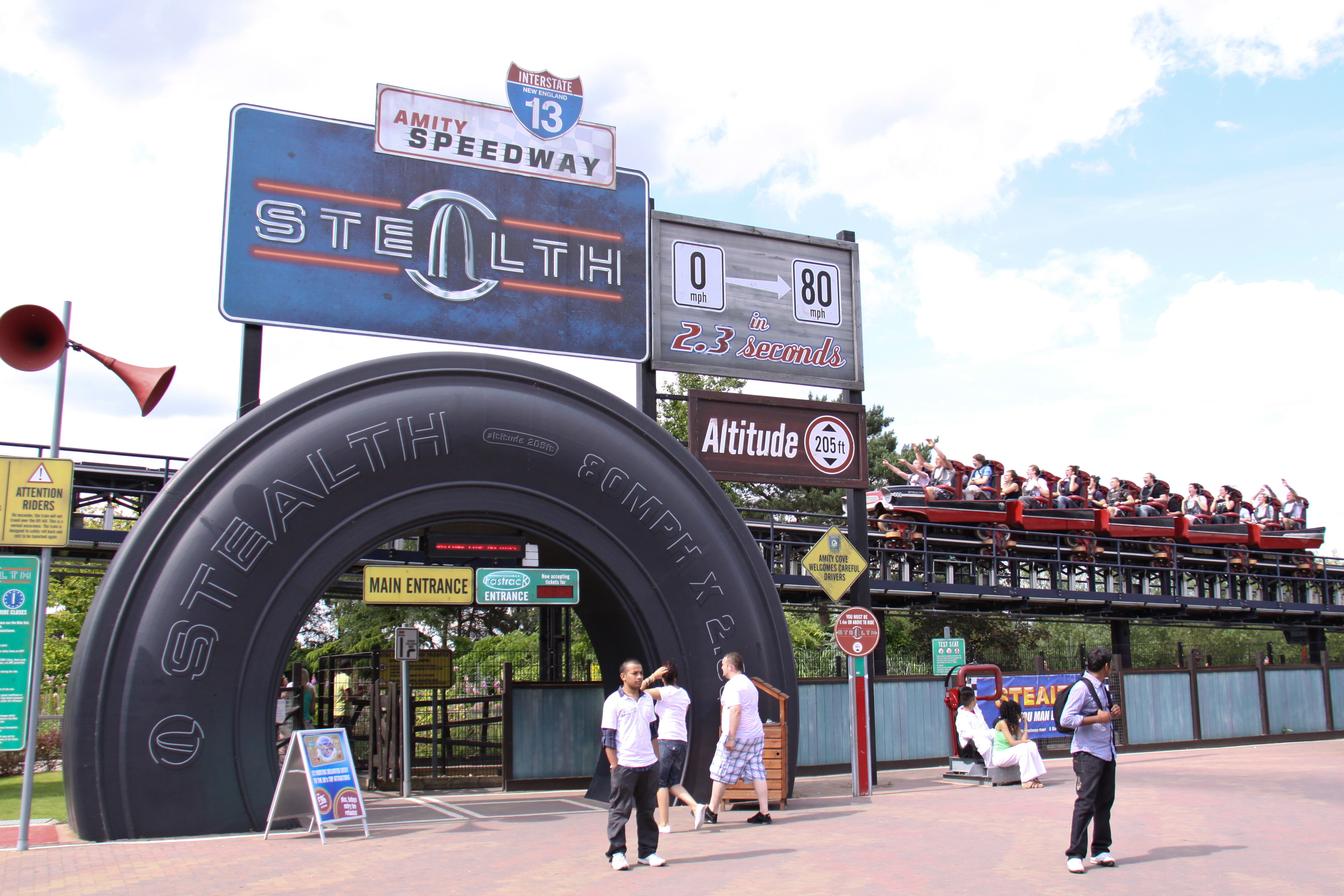
Montaña Rusa Stealth en Thorpe Park

Stealth es una montaña rusa de acero ubicada en el área Amity de Thorpe Park en Surrey, Inglaterra, Reino Unido. Construido y diseñado por Intamin of Switzerland por 12 millones de dólares, el modelo Accelerator Coaster se abrió en 2008. Los pasajeros alcanzan una altura máxima de 78.5 metros y aceleran de 0 a 137 km / h en 2 segundos . Tiene la aceleración más rápida de cualquier montaña rusa en el Reino Unido, y es la más alta entre las montañas rusas de lanzamiento en el país. 

## Experiencia de viaje
La secuencia de lanzamiento comienza con la retracción de las aletas de los frenos a medida que el tren se une al vagón de captura, después las luces rojas se encienden una por una hasta que Las luces se ponen verdes y el tren acelera a 137 km / h en 2 segundos en un elemento de sombrero vertical empinado y vertical. Luego, el tren gira 90 grados hacia la izquierda y desciende el elemento de sombrero superior en otro giro de 90 grados. Una segunda colina de salto de conejito sigue produciendo un breve momento de ingravidez antes de que el tren entre en la carrera de frenado y regrese a la estación. La atracción dura 16 segundos desde el acelerador hasta los frenos

## Rollback
Al igual que con muchos aceleradores de Lanzamiento Intamin , Stealth experimenta rollbacks ocasionales . Los rollbacks ocurren cuando un tren no puede completar el recorrido, específicamente al no poder pasar el elemento de sombrero superior como resultado de la pérdida de energía. Las ocurrencias son raras, y hay un sistema de frenado en el lado de lanzamiento de la pista para que la montaña rusa vuelva a detenerse por completo.
- Datos: Q2335312
- Multimedia: Stealth (Thorpe Park) / Q2335312